# Porto Rico aux Jeux olympiques d'hiver de 1992
Cet article contient des informations sur la participation et les résultats de Porto Rico aux Jeux olympiques d'hiver de 1992, qui ont eu lieu à Albertville en France. 

## Résultats

### Bobsleigh
| Traîneau     | Athlètes                       | Épreuve    | Manche 1      | Manche 1 | Manche 2      | Manche 2 | Manche 3      | Manche 3 | Manche 4      | Manche 4 | Total         | Total |
| Traîneau     | Athlètes                       | Épreuve    | Temps         | Rang     | Temps         | Rang     | Temps         | Rang     | Temps         | Rang     | Temps         | Rang  |
| ------------ | ------------------------------ | ---------- | ------------- | -------- | ------------- | -------- | ------------- | -------- | ------------- | -------- | ------------- | ----- |
| Porto Rico-1 | Liston Bochette Douglas Rosado | Bob à deux | 1 min 03 s 09 | 39       | 1 min 03 s 64 | 40       | 1 min 03 s 86 | 42       | 1 min 03 s 48 | 41       | 4 min 14 s 07 | 40    |
| Porto Rico-2 | John Amabile Jorge Bonnet      | Bob à deux | 1 min 03 s 51 | 43       | 1 min 29 s 57 | 46       | 1 min 04 s 51 | 46       | 1 min 04 s 02 | 43       | 4 min 41 s 61 | 46    |

### Ski acrobatique

#### Hommes
| Athlète        | Épreuve | Qualification | Qualification | Qualification | Finale       | Finale       | Finale       |
| Athlète        | Épreuve | Temps         | Points        | Rang          | Temps        | Points       | Rang         |
| -------------- | ------- | ------------- | ------------- | ------------- | ------------ | ------------ | ------------ |
| Jorge Torrella | Bosses  | 1 min 05 s 28 | 4,00          | 47            | Non qualifié | Non qualifié | Non qualifié |
| Luis González  | Bosses  | 1 min 00 s 98 | 4,15          | 46            | Non qualifié | Non qualifié | Non qualifié |